# ناتالیا پریرا
ناتالیا پریرا (به پرتغالی: Natália Pereira) (زاده ۴ آوریل ۱۹۸۹ در پارانا) بازیکن تیم ملی والیبال زنان برزیل است. او به همراه تیم ملی برزیل تنوانست مدال طلا المپیک ۲۰۱۲ لندن را به دست آورد. او یکی از ستاه‌های تیم ملی برزیل است.